# 小さな図書館
小さな図書館（ちいさなとしょかん、英語: Little Free Library) は、地元の地域社会の人たちに小さな箱に収められた本を無料で貸し出すというアメリカ合衆国および他国にも広がっている非営利の運動である。マイクロ・ライブラリーと呼称されている。

## 概要
この運動はウィスコンシン州のハドソンで始まった。このアイデアは愛書家で学校の教師だった母親への想いからトッド・ボル (Todd Bol) によって考案された。彼は小さな校舎のような外見を持つ木製の図書箱を芝の庭の支柱の上に設置した。ボルはパートナーのリック・ブルックス (Rick Brooks) と共にアイデアを広め、メディアで取り上げられたことから急速に運動は広がった。小さな図書館のオーナーを始める人は、人形の家ほどの大きさの図書箱を自分で作成することもできるし、会に依頼すれば製作したものを購入することもできる。小さな図書館は会のウェブサイトから登録すれば番号の割り当てを受けてGPS座標を通じて検索されるようにすることも可能である。登録するとオーナーは「小さな図書館」の看板を受けとる。図書箱にはしばしば「一冊借りて返す時はできたら一冊寄付して」 (Take a Book. Leave a Book.) という依頼が記されている。
日本ではまちライブラリーを含めたマイクロ・ライブラリーが1,000にのぼると推定されている。

## 分類
マイクロ・ライブラリーは図書館機能優先型、テーマ目的志向型、場の活用型、公共図書館連携型、コミュニティー形成型などにその形式によって分類される。テーマ目的志向型としては少女漫画に特化した少女まんが館などがある。まちライブラリーは私設図書館の一種で本の寄託者が感想を付し、閲覧者がそれにまた感想を付して交流を図っていくものをいう。

## 設置例

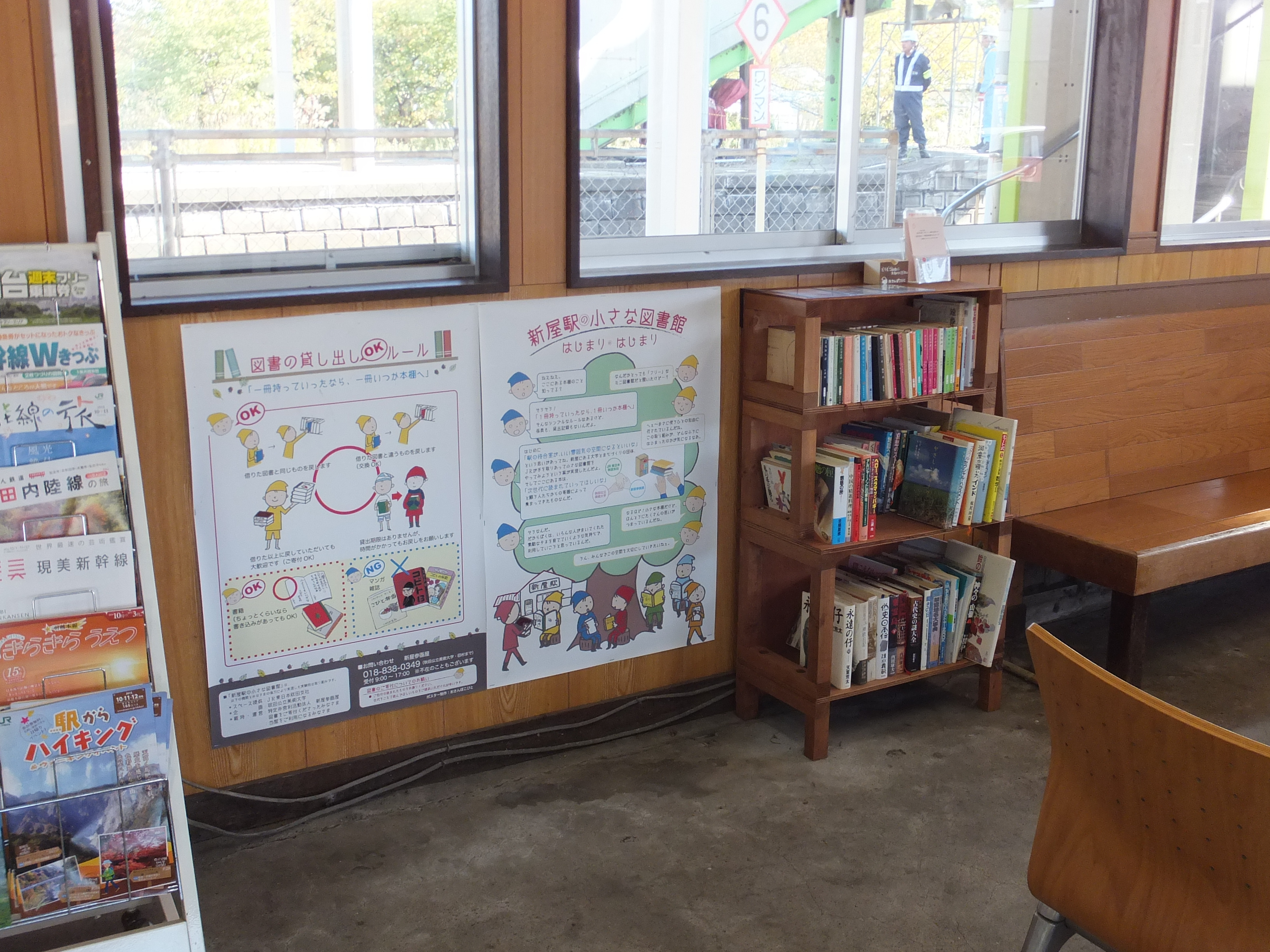
日本国内での設置例 （秋田県秋田市、新屋駅）

小さな図書館は庭先以外に喫茶店やバス停、店先にも設置されている。自作の図書箱には木枠やミルクの缶など地元で入手できる材料を用いて工夫して作られたものや、中には自然災害で出た瓦礫で作られたものもある。公園や通りなど所有者がいない所に設置すると落書きをされたりゴミを入れられたりチラシが貼られてしまい失敗に終わる。スチュワードと呼ばれる情熱を持った管理人が毎日世話をする事で成功する。
一方、ウィスコンシン州のホワイトフィッシュベイでは、前庭には郵便受けを含め物を設置してはならないと村が定めた条例に反するとして、小さな図書館を設置した教会に撤去が求められるという事件が起きた。ホワイトフィッシュベイの村の委員会は小さな図書館は公共図書館に相当するようなものではないと言い、どの家庭に対しても設置許可を与えようとしないという問題が生じている。
小さな図書館は、自前の図書館を持たない農村部や災害で図書館が被害を受けた場所に寄贈されてきた。2013年2月の時点で、全米50州と世界40カ国がこの読書プログラムに関わってきた。現在は世界で5000の登録された小さな図書館があり、登録されていないものも1000ほどはあると推定されている。
アフリカでは読むための本を入手するのが極めて困難という状況がある。米国のロータリークラブは小さな図書館を西アフリカのガーナで識字率向上に役立てようとしている。ミネソタ州にある「アフリカに本を」の会も、本と共に小さな図書館をガーナに送ることにした。

## 関連書籍
- 礒井純充、中川和彦、服部滋樹、トッド・ボル『マイクロ・ライブラリー 人とまちをつなぐ小さな図書館』学芸出版社、京都府、2015年5月1日、160-182頁。ISBN 9784761513511。